# Rio Turvo (Agudos - Ourinhos, SP)
O rio Turvo é um rio brasileiro do estado de São Paulo. Afluente do rio Pardo, que por sua vez é afluente do rio Paranapanema. Nasce no município de Agudos bem próximo da rodovia SP-273, na localização geográfica latitude: 22º29'37" Sul e longitude: 49º02'42" Oeste, atravessa Espírito Santo do Turvo continuando a sudoeste onde atravessa São Pedro do Turvo em seguida Ourinhos, onde deságua no rio Pardo. O seu curso tem cerca de 130 quilômetros e bem tortuoso.
Há outros três rios homônimos (rio Turvo) no estado de São Paulo:
- Rio Turvo (São Paulo)
- Rio Turvo (Cajati - Barra do Turvo, SP)
- Rio Turvo (Piedade - Pilar do Sul, SP)